# Villalar de los Comuneros
Pour les articles homonymes, voir Comunero (homonymie).
Villalar de los Comuneros est une commune de la province de Valladolid dans la communauté autonome de Castille-et-León en Espagne.
La commune est célèbre car c'est dans ses alentours qu'eut lieu la bataille de Villalar qui vit la défaite des comuneros de Castille le 23 avril 1521 lors de la Guerre des Communautés de Castille. Cette date fait l'objet d'une commémoration annuelle organisée dans la commune.

## Sites et patrimoine
Les édifices et sites notables de la commune sont :
- Église San Juan Bautista ;
- Église Santa María ;
- Monolithe (ou obélisque) aux Comuneros (es) ;
- Monument en souvenir de la Bataille de Villalar, situé près du pont de fer ;
- Rollo jurisdiccional.

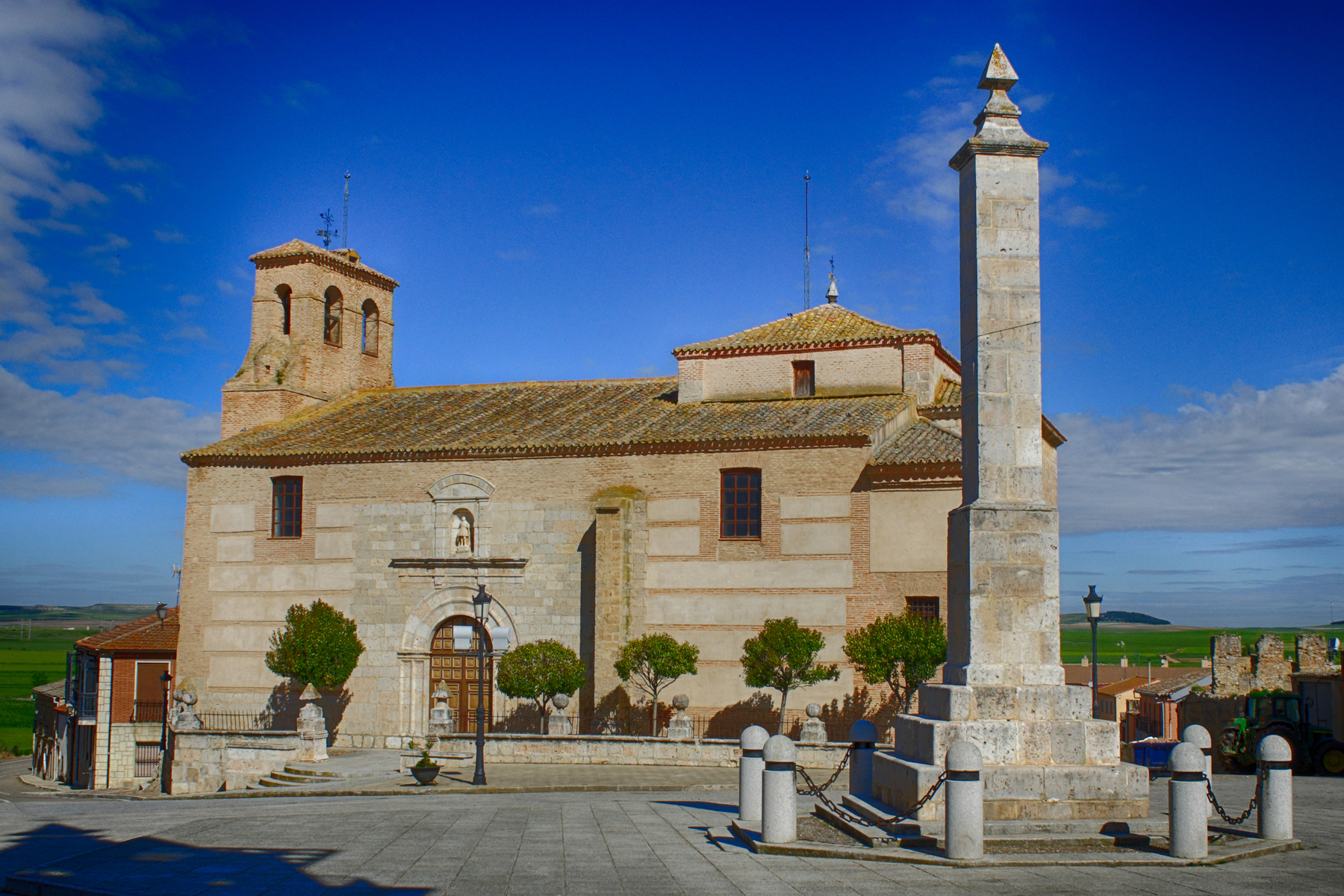
Église San Juan Bautista et Monolithe aux Comuneros.
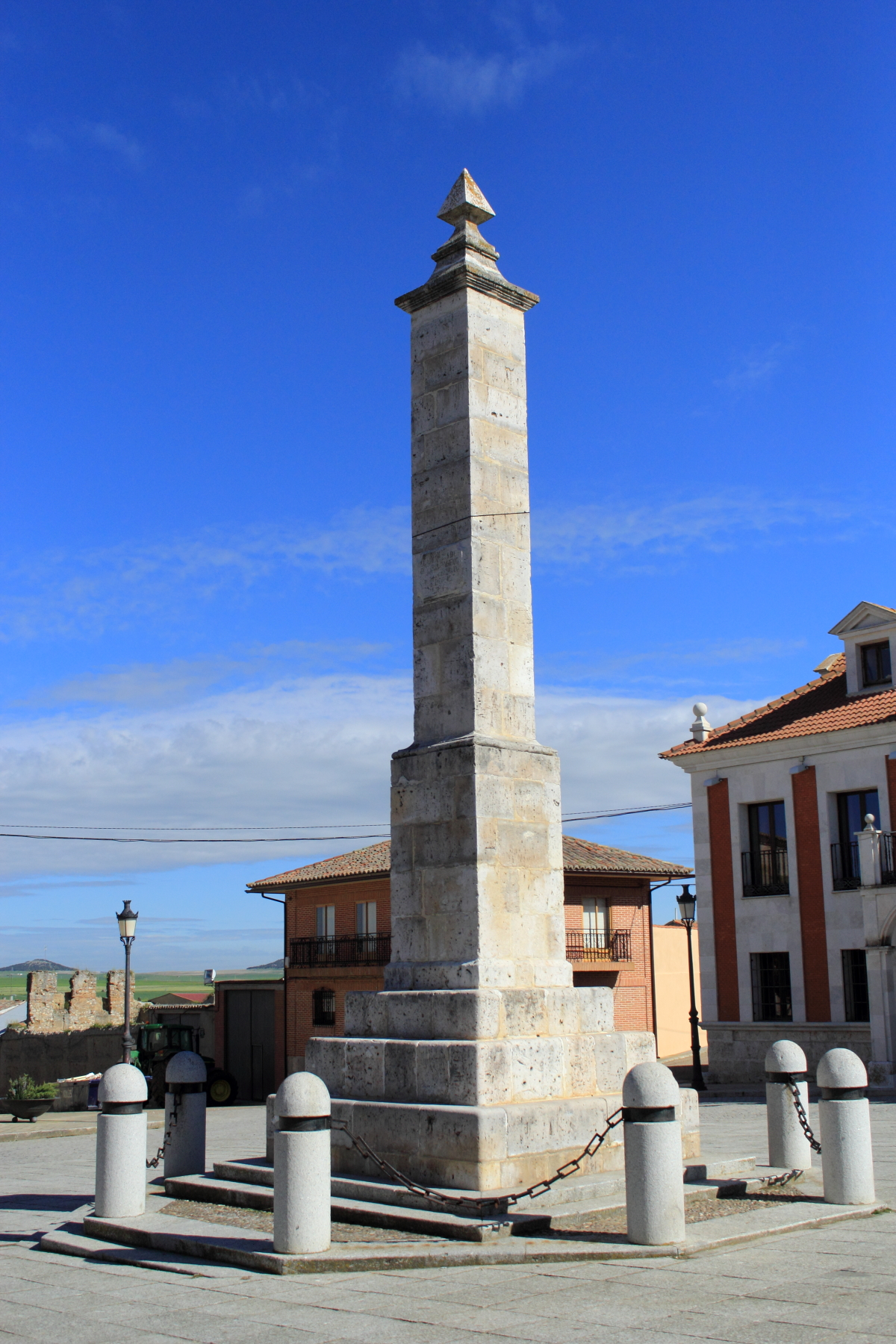
Monolithe (Obélisque) aux Comuneros.
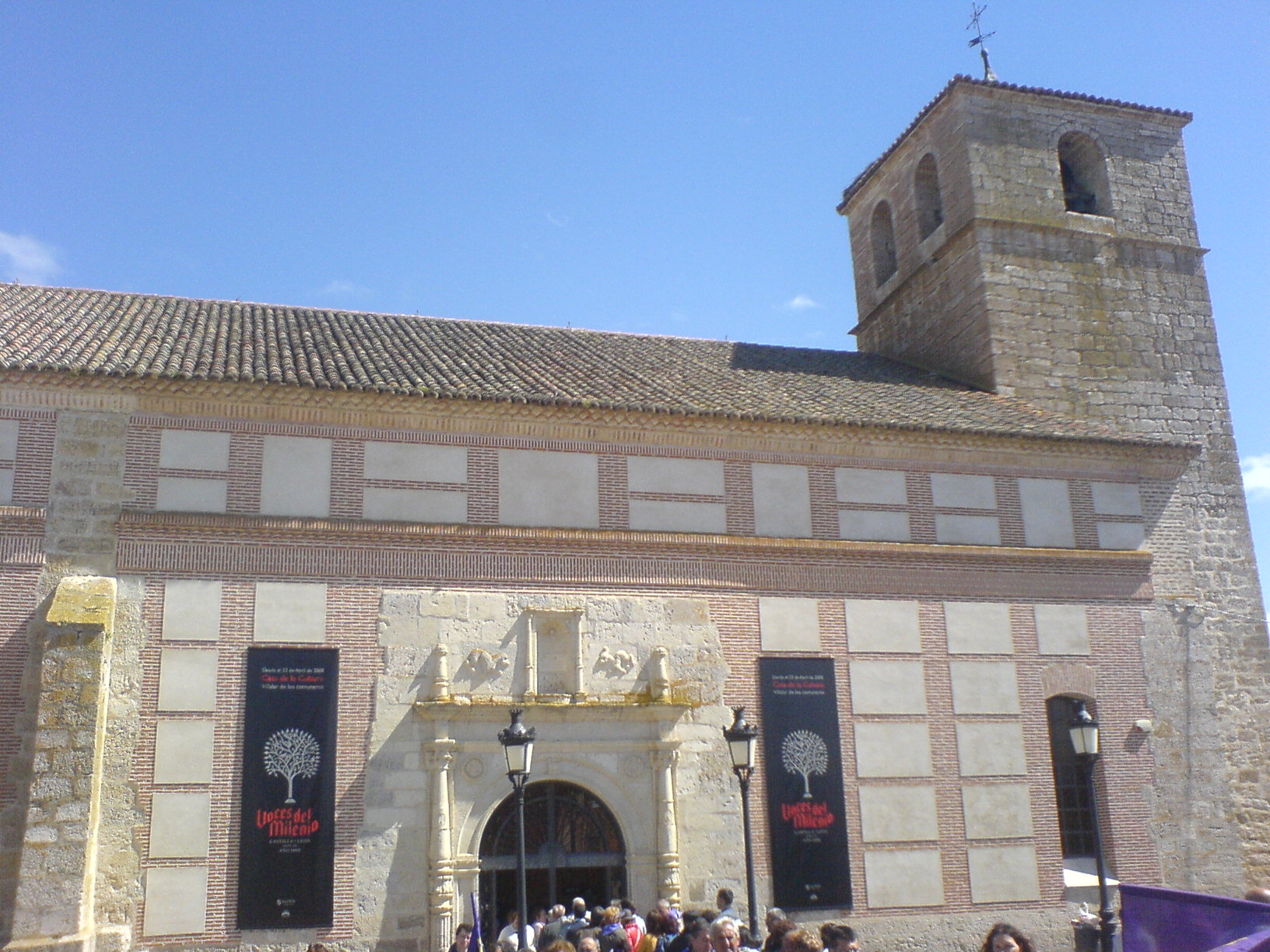
Église Santa María.
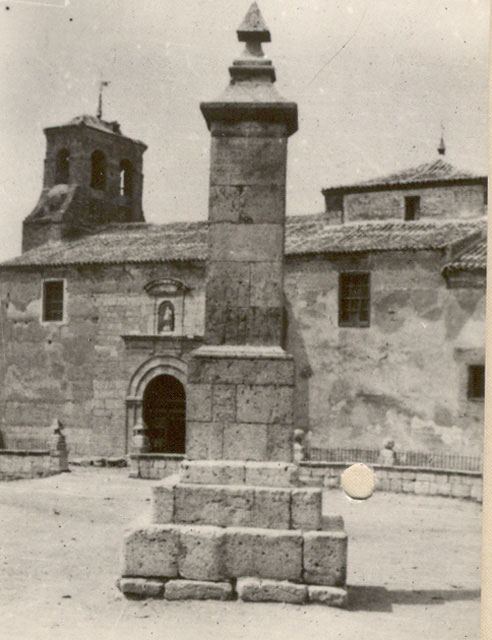
Rollo jurisdiccional. Fondation Joaquín Díaz.